# Селенат марганца
Селенат марганца — неорганическое соединение,
соль марганца и селеновой кислоты с формулой MnSeO4,
кристаллы,
растворяется в воде,
образует кристаллогидраты.

## Физические свойства
Селенат марганца образует кристаллы
ромбической сингонии,
пространственная группа P bnm,
параметры ячейки a = 0,4932 нм, b = 0,9131 нм, c = 0,7023 нм, Z = 4.
Растворяется в воде.
Образует кристаллогидраты состава MnSeO4•n H2O, где n = 1, 2 и 5.